# کوین ان (مریلند)
کوین ان (به انگلیسی: Queen Anne) شهری در ایالت مریلند کشور ایالات متحده آمریکا است که جمعیت آن در سرشماری سال ۲۰۱۰ میلادی، ۱٬۲۸۰ نفر بوده‌است.